# Pseudohydromys
Pseudohydromys is een geslacht van knaagdieren uit de muizen en ratten van de Oude Wereld dat voorkomt in de bergen van Nieuw-Guinea. Dit geslacht is waarschijnlijk het nauwste verwant aan Leptomys en de onechte waterrat (Xeromys), waarmee het de Xeromys-divisie vormt.

## Kenmerken
Hoewel de vijf soorten van het geslacht tot 2005 in verschillende geslachten werden geplaatst, lijken ze toch zeer sterk op elkaar. Het zijn allemaal kleine, spitsmuisachtige, insectenetende muizen met een dichte, fluweelachtige vacht die in bergregenwouden leven. Hun schedels zijn zeer gelijkend. Ze hebben allemaal de derde kies verloren. Immunologisch zijn ze voor zover bekend identiek. De kop-romplengte bedraagt 70 tot 104 mm, de staartlengte 78 tot 107 mm, de achtervoetlengte 17,9 tot 22,7 mm, de oorlengte 9,0 tot 12,7 mm en het gewicht 13 tot 29,5 gram.

## Soorten
Er zijn twaalf soorten:
- Pseudohydromys berniceae K. M. Helgen & L. E. Helgen, 2009
- Pseudohydromys carlae K. M. Helgen & L. E. Helgen, 2009
- Pseudohydromys eleanorae K. M. Helgen & L. E. Helgen, 2009

- Pseudohydromys ellermani (Laurie & J. Edwards Hill, 1954) (vroeger in Mayermys)
- Pseudohydromys fuscus (Laurie, 1952) (vroeger in Neohydromys)
- Pseudohydromys germani (K. M. Helgen, 2005) (vroeger in Mayermys)
- Pseudohydromys murinus H. Rümmler, 1934
- Pseudohydromys musseri  (Flannery, 1989) (vroeger in Microhydromys)
- Pseudohydromys occidentalis Tate, 1951
- Pseudohydromys patriciae K. M. Helgen & L. E. Helgen, 2009
- Pseudohydromys pumehanae K. M. Helgen & L. E. Helgen, 2009
- Pseudohydromys sandrae K. M. Helgen & L. E. Helgen, 2009

Abditomys · 
Abeomelomys · 
Aethomys · 
Anisomys · 
Anonymomys · 
Apodemus · 
Apomys · 
Archboldomys · 
Arvicanthis · 
Baiyankamys · 
Baletemys · 
Bandicota · 
Batomys · 
Berylmys · 
Brassomys · 
Bullimus · 
Bunomys · 
Canariomys · 
Carpomys · 
Chingawaemys · 
Chiromyscus · 
Chiropodomys · 
Chiruromys · 
Chrotomys · 
Coccymys · 
Colomys · 
Congomys · 
Conilurus · 
Coryphomys · 
Crateromys · 
Cremnomys · 
Crossomys · 
Crunomys · 
Dacnomys · 
Dasymys · 
Dephomys · 
Desmomys · 
Diomys · 
Diplothrix · 
Echiothrix · 
Eropeplus · 
Frateromys · 
Golunda · 
Gracilimus · 
Grammomys · 
Hadromys · 
Haeromys · 
Halmaheramys · 
Hapalomys · 
Heimyscus · 
Hybomys · 
Hydromys · 
Hylomyscus · 
Hyomys · 
Hyorhinomys · 
Kadarsanomys · 
Komodomys · 
Lamottemys · 
Leggadina · 
Lemniscomys · 
Lenomys · 
Lenothrix · 
Leopoldamys · 
Leporillus · 
Leptomys · 
Limnomys · 
Lorentzimys · 
Macruromys · 
Madromys ·
Malacomys · 
Mallomys · 
Malpaisomys · 
Mammelomys · 
Margaretamys · 
Mastacomys · 
Mastomys · 
Maxomys · 
Melasmothrix · 
Melomys · 
Mesembriomys ·
Micaelamys · 
Microhydromys · 
Micromys · 
Millardia · 
Mirzamys · 
Montemys · 
Mus · 
Musseromys · 
Mylomys · 
Myomyscus · 
Nesokia · 
Nilopegamys · 
Niviventer · 
Notomys · 
Ochromyscus · 
Oenomys ·
Otomys · 
Palawanomys · 
Papagomys · 
Parahydromys · 
Paraleptomys · 
Paramelomys · 
Parotomys · 
Paucidentomys · 
Paulamys · 
Pelomys · 
Phloeomys · 
Pithecheir · 
Pithecheirops · 
Pogonomelomys · 
Pogonomys · 
Praomys · 
Protochromys · 
Pseudohydromys · 
Pseudomys · 
Rattus · 
Rhabdomys · 
Rhynchomys · 
Saxatilomys ·
Serengetimys ·
Solomys · 
Sommeromys · 
Soricomys · 
Spelaeomys · 
Srilankamys · 
Stenocephalemys · 
Stochomys · 
Sundamys · 
Taeromys · 
Tarsomys · 
Tateomys · 
Thallomys · 
Thamnomys · 
Tokudaia · 
Tonkinomys ·
Tryphomys · 
Typomys · 
Uromys · 
Vandeleuria · 
Vernaya · 
Xenuromys · 
Xeromys · 
Zelotomys · 
Zyzomys